# Bredia laisherana
Bredia laisherana là một loài thực vật có hoa trong họ Mua. Loài này được C.L. Yeh & C.R. Yeh mô tả khoa học đầu tiên năm 2008.